# Alcedo euryzona
Alcedo euryzona, conhecida como guarda-rios-de-bandas-azuis ou guarda-rios-de-gola-azul  é uma espécie de ave da família Alcedinidae.
Pode ser encontrada nos seguintes países: Brunei, Indonésia, Malásia, Myanmar e Tailândia.
Os seus habitats naturais são: florestas subtropicais ou tropicais húmidas de baixa altitude, florestas de mangal tropicais ou subtropicais e rios.
Está ameaçada por perda de habitat.